# Huis van Alijn

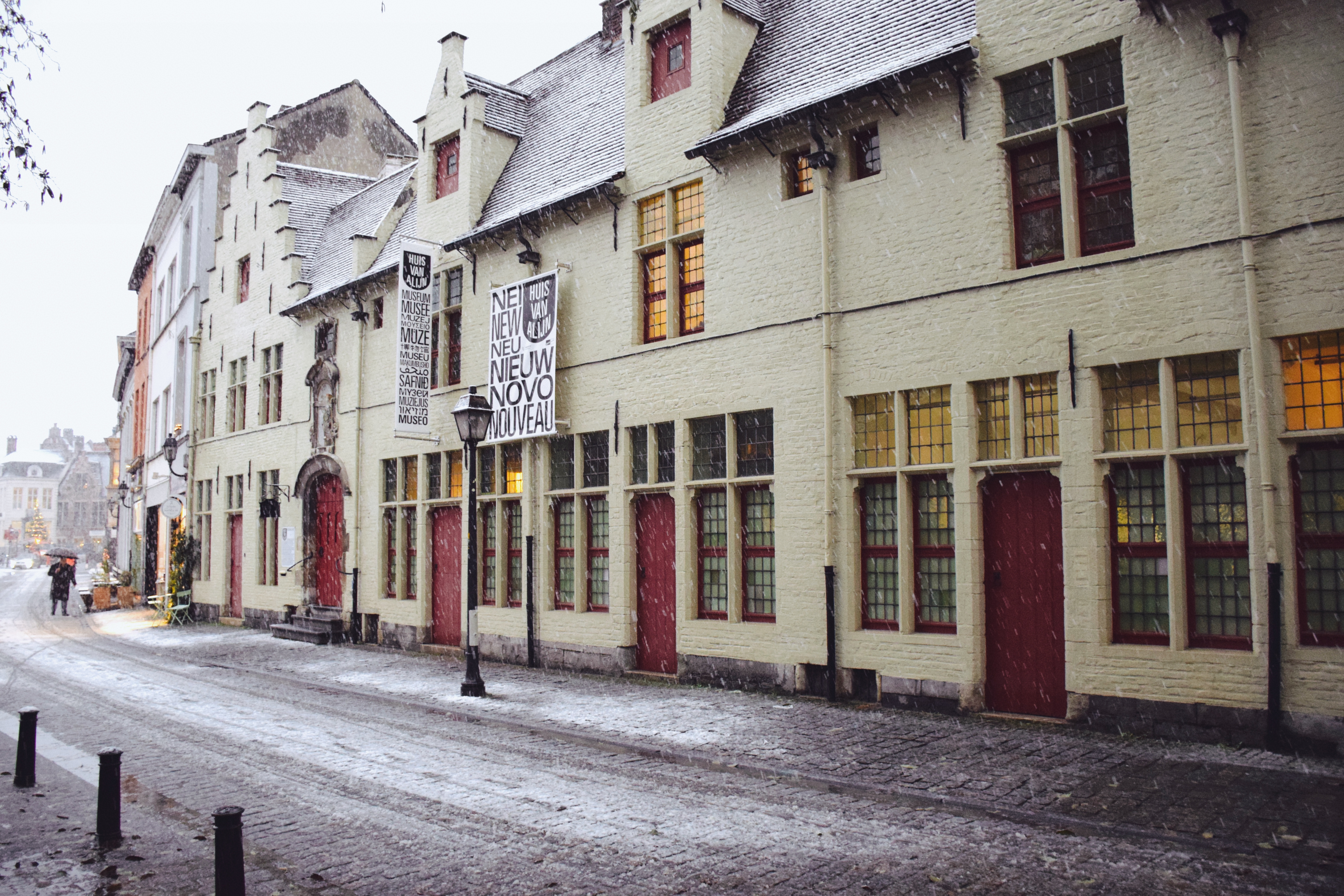
Huis van Alijn aan de Kraanlei 65

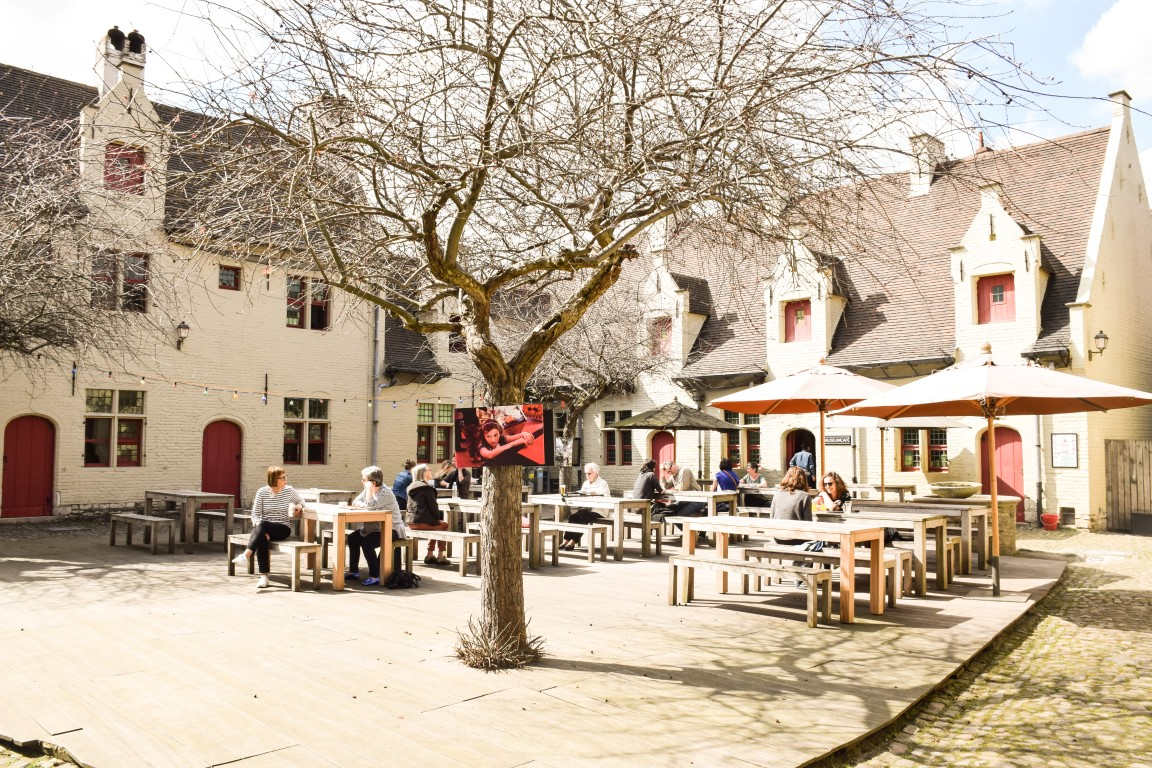
Huis van Alijn, binnentuin

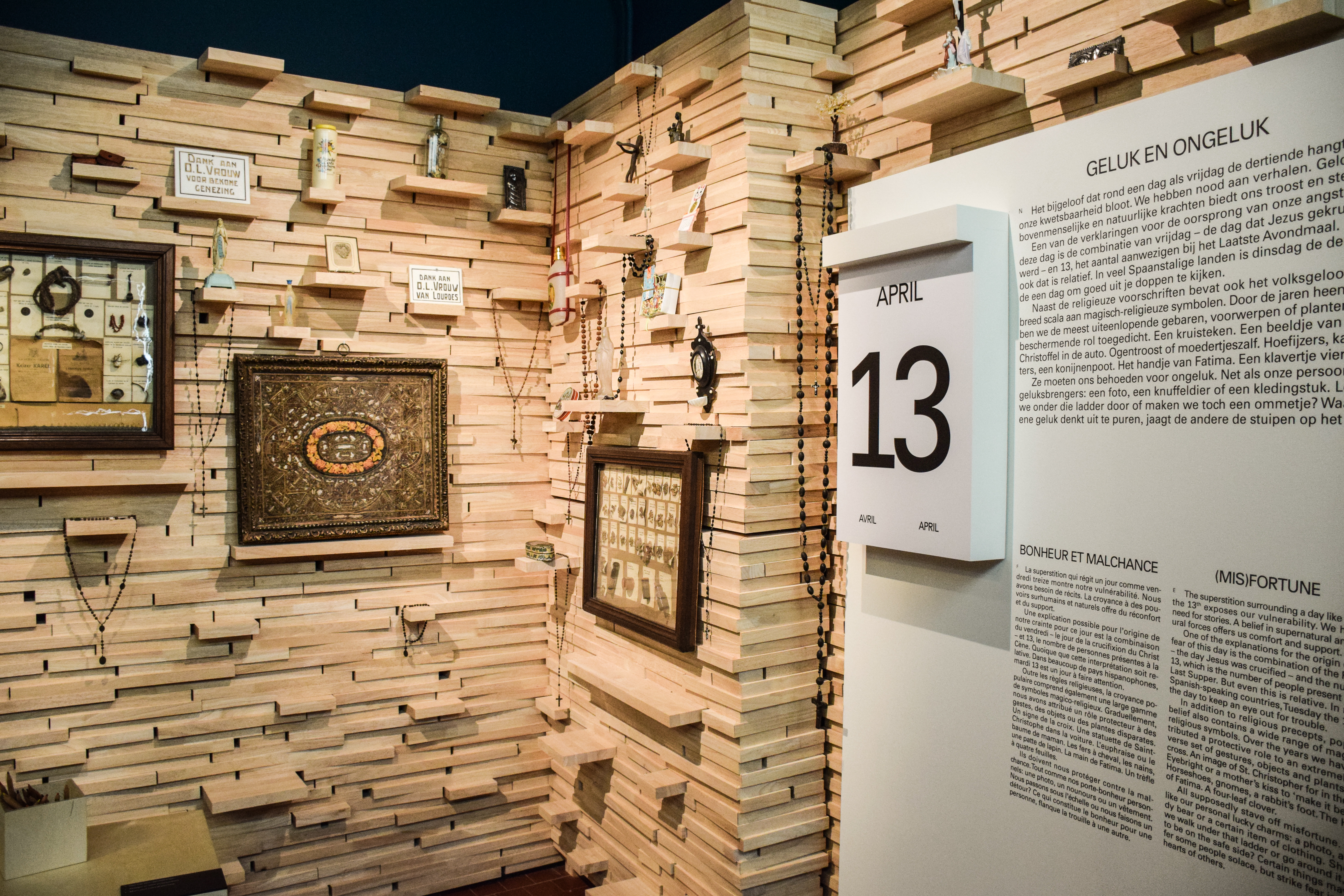
Een van de kamers in het Huis van Alijn (geluk kamer)

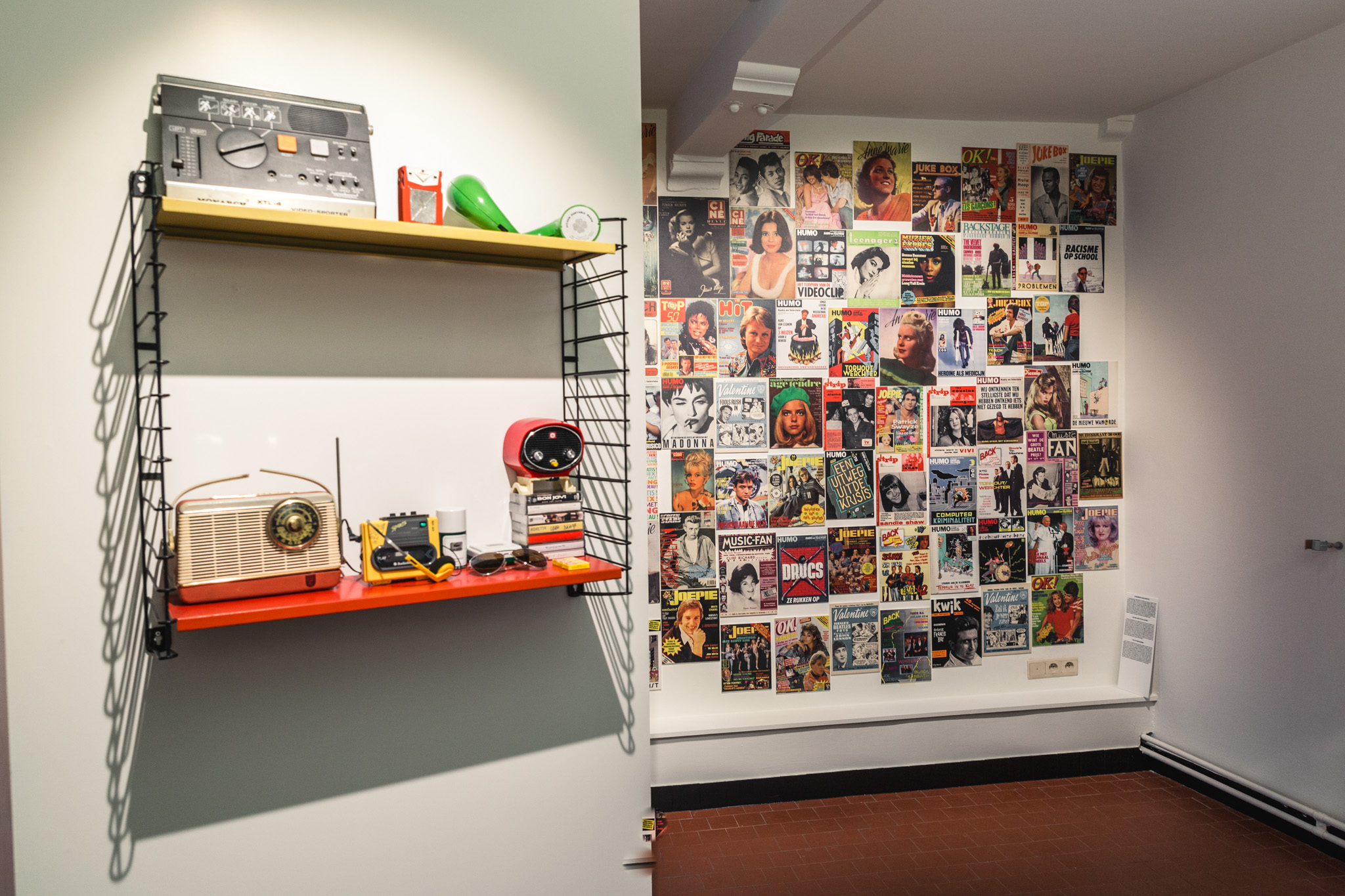
Een van de kamers in het Huis van Alijn

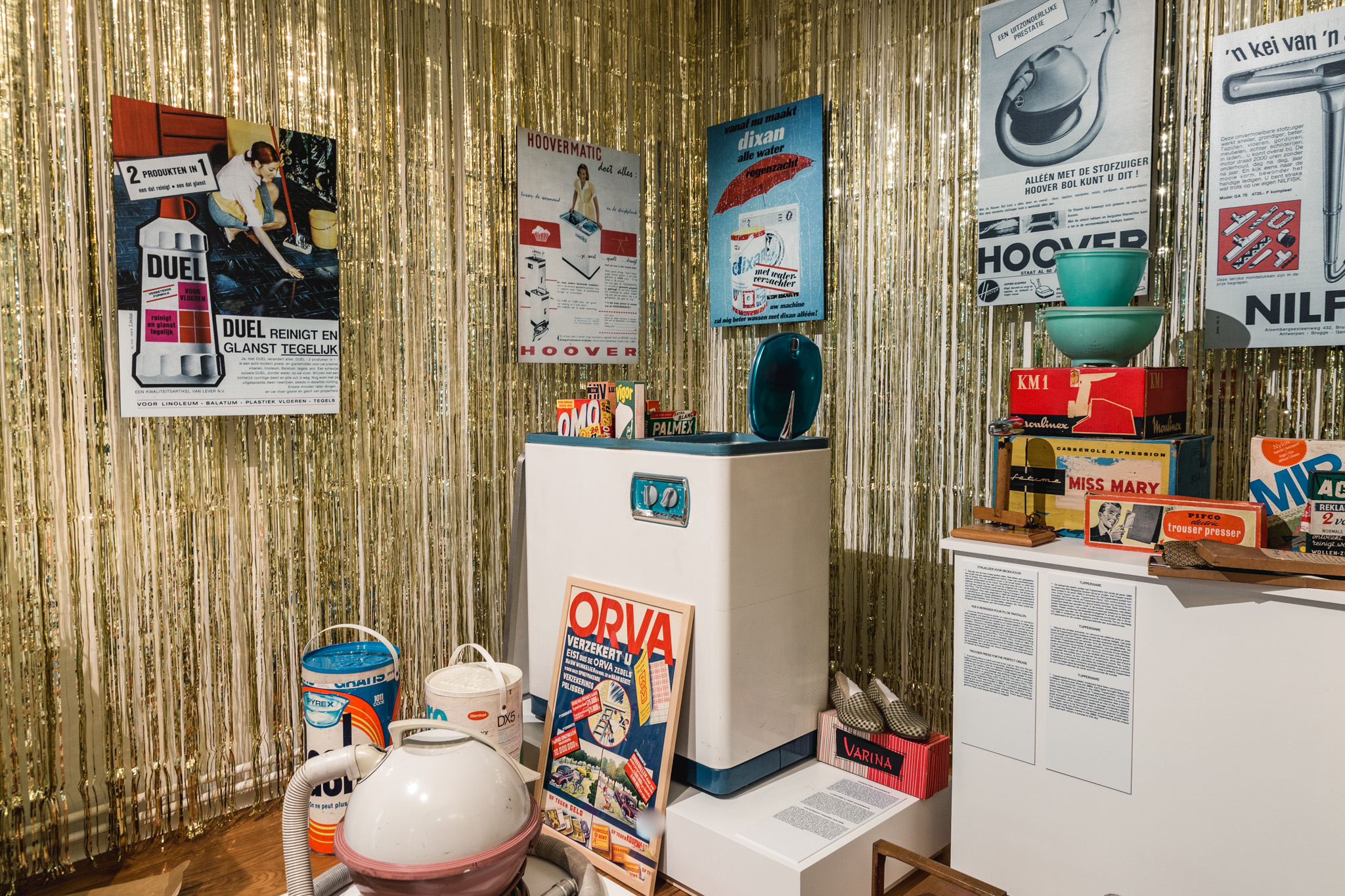
Een van de kamers in het Huis van Alijn

Het Huis van Alijn, voorheen het "Alijn hospitaal", is een museum van volkskunde aan de Kraanlei nummer 65 in de Belgische stad Gent. De collectie en tentoonstellingen belichten het dagelijkse leven in de 20e eeuw. Dit middeleeuws gebouw (een voormalig godshuis) met een prachtige binnentuin herbergt tevens een museumcafé.

## Geschiedenis van het hospitaal
De familie Rijm stichtte in 1363 het Kinderen Alijnshospitaal ten behoeve van onderdak en voedsel voor weduwen, armen, wezen en de laagsten van de maatschappij, als zoenoffer na een twist met dodelijke afloop tussen de families Alijn en Rijm. Graaf Lodewijk van Male besliste dat de familie Rijm, na de moord op Hendrik Alijn door Simon Rijm, een som van 200 pond parisi aan de familie Alijn moest betalen. Rijm werd mede-initiatiefnemer en beschermheer van het hospitaal.
Bij opname in het hospitaal moest de patiënt zijn onroerende goederen afstaan, zijn roerende mocht hij behouden.
Tijdens de 16e eeuw kreeg het huis zijn huidige vorm: een toegangspoort en acht huisjes aan de straatkant en zestien driekamerwoningen rond het binnenplein. De laatgotische Sint-Catharinakapel werd tussen 1543 en 1546 gebouwd.

## Geschiedenis van het museum
De oorsprong van het Huis van Alijn ligt in 1926. Toen werd de Koninklijke Bond der Oost-Vlaamse Volkskundigen opgericht. De vereniging had als doel de studie van het volksleven te bevorderen. Ze realiseerde dit onder meer door de uitgave vanaf 1927 van het volkskundig tijdschrift Oost-Vlaamse Zanten en de oprichting van een volkskundige bibliotheek. De collectie van de vereniging, aanvankelijk ondergebracht in de bibliotheek, groeide in de volgende jaren zo sterk aan, dat een nieuwe thuishaven zich opdrong. In 1932 zag het Folkloremuseum het licht. 
Tien jaar na de oprichting vond het stangpoppentheater Het Spelleke van Folklore, het voormalige Spelleke van deMuide, onderdak in het museum en het is er gebleven tot op vandaag. Het Folkloremuseum verhuisde in 1962 van de Lange Steenstraat naar het Kinderen Alijnhospitaal aan de Kraanlei en werd omgedoopt tot Museum voor Volkskunde.
Inhoudelijk werd het beleid van het museum tot ver in de twintigste eeuw gekenmerkt door de zoektocht naar inzicht in de eigen volksaard. De statische volkscultuur vormde samen met de taal de meest authentieke uitingen van de volksziel. Het ideologisch misbruik waaraan de volkscultuur tijdens het interbellum blootstond, leidde na de Tweede Wereldoorlog tot een grondige bezinning over de methodologie en een heroriëntatie binnen de Europese volkskunde van de jaren zestig.
Op museaal gebied hield de nostalgische visie in het Gentse Museum voor Volkskunde lang stand: de getrouwe en sprekende reconstructies van verdwenen ambachten, interieurs en folkloristische gebruiken bleven tot in de jaren negentig de dienst uitmaken. Het Museum voor Volkskunde was door gebrek aan middelen en visie een slapend museum geworden. Het Gentse stadsbestuur boog zich in 1997 over de situatie. De malaise werd verholpen door het beheer over te dragen aan een nieuwe vzw. De eerste taak van de volledig nieuwe personeelsformatie was een grondige doorlichting van het museum. Daaruit bleek dat op alle fronten een grote achterstand diende ingehaald te worden. Een gericht verzamelbeleid ontbrak, het onderzoek en de bewaaromstandigheden van de collectie waren niet naar behoren en de presentatie was verouderd.
In 2000 onderging het museum zijn grondigste gedaanteverwisseling tot op heden; het Museum voor Volkskunde werd het Huis van Alijn. De naamsverandering luidde een nieuw beleid en een herziene oriëntering in. Het begrip volkscultuur krijgt in een samenleving waar verschillende culturen naast elkaar leven noodzakelijk een andere betekenis.

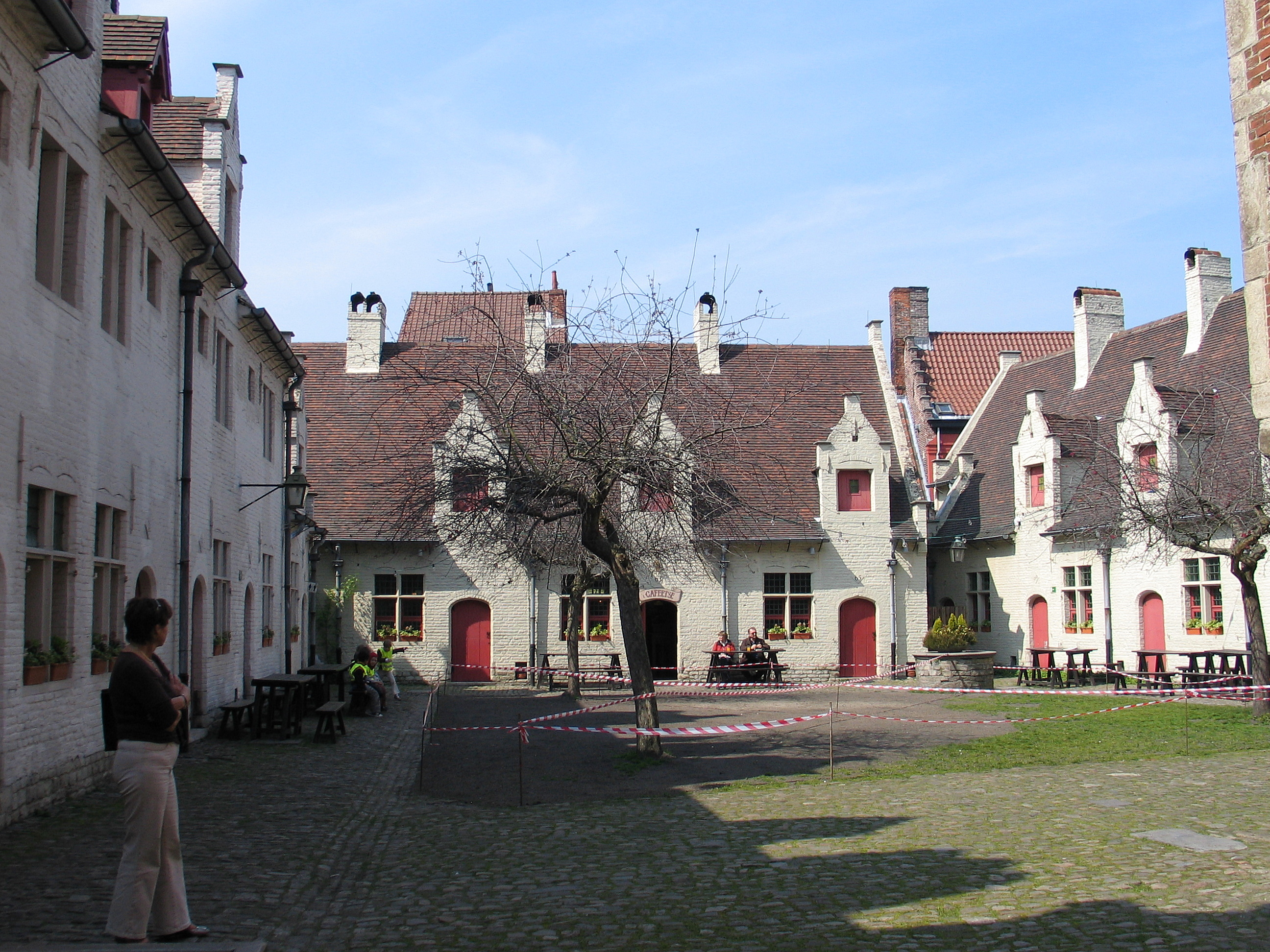
De binnentuin
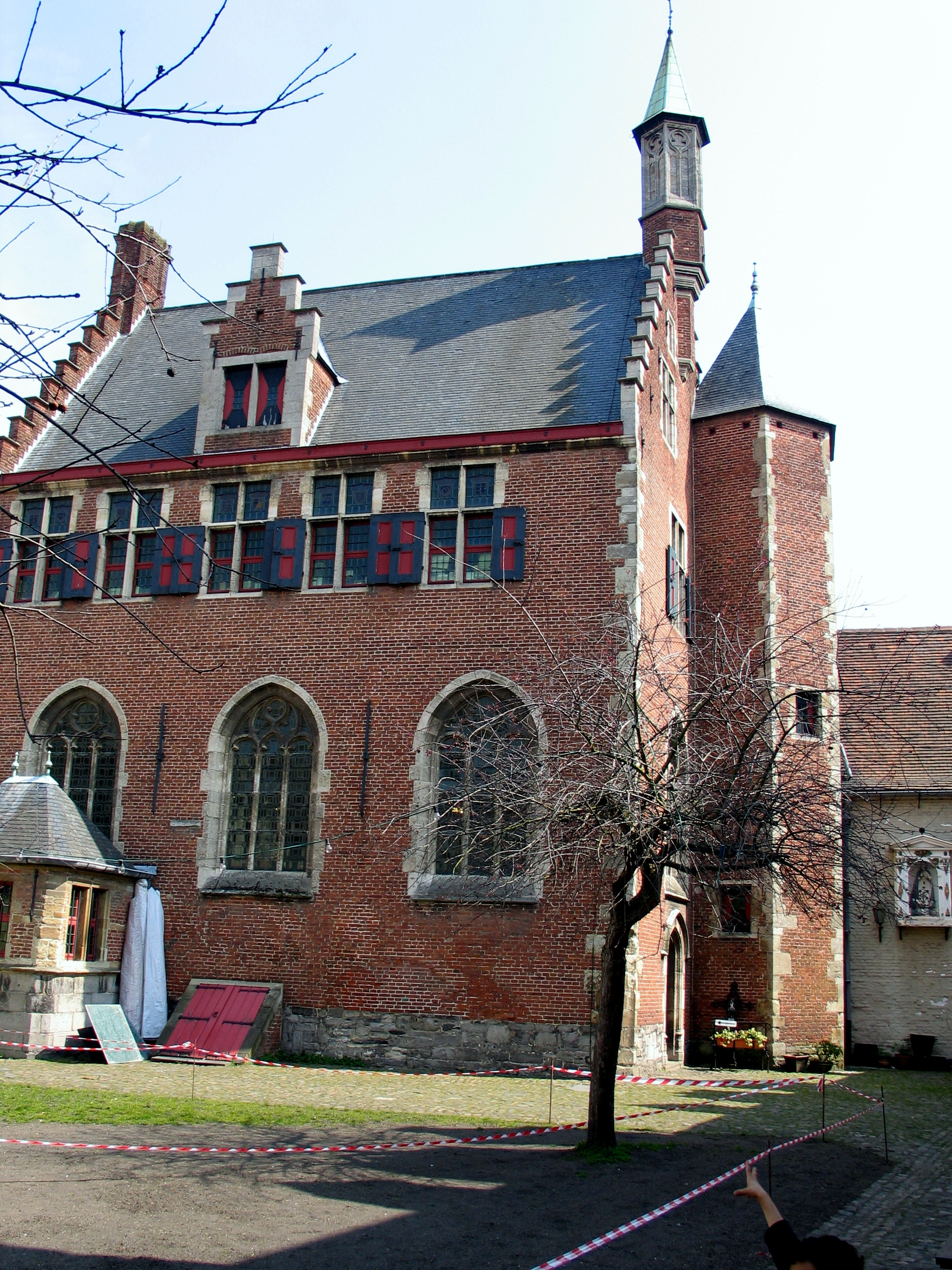
De Catharinakapel
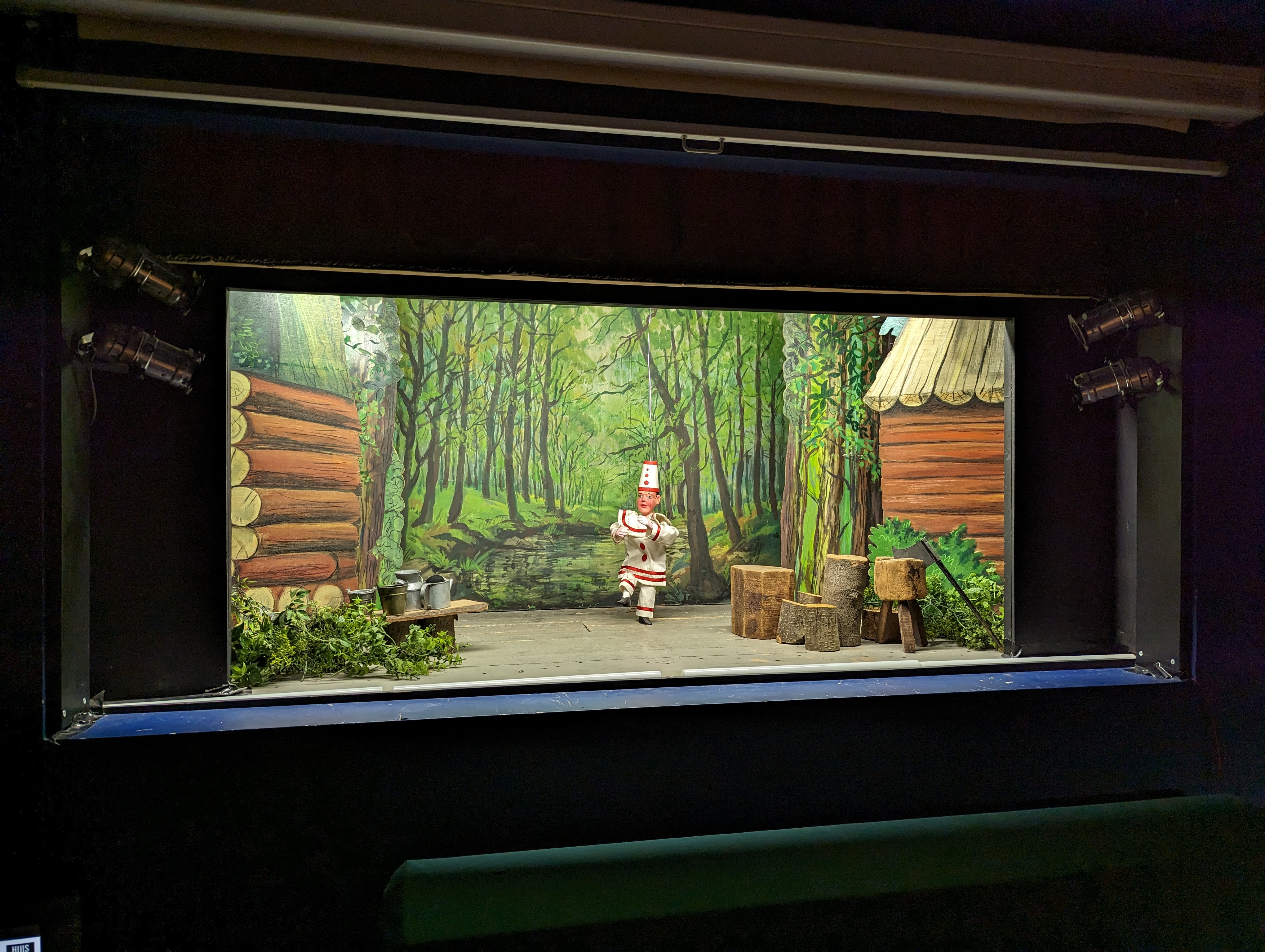
Poppenkast met Pierke

## Context
Het begrip volkscultuur kreeg in een samenleving waar verschillende culturen naast elkaar leven noodzakelijk een andere betekenis. Deze evolutie kenmerkte ook de aanpak van het Huis van Alijn. "Het Huis van Alijn wil een huis zijn met een open deur op de wereld, waarbij op een creatieve en kwaliteitsbehoudende manier met erfgoed wordt omgegaan en waarbij de relatie met de buurt, met de stad wordt hersteld."
Het Huis van Alijn was niet het enige volkskundige museum dat het roer heeft omgegooid. Ook musea in Rotterdam en Leiden opteerden voor een koerswijziging en ondergingen die in dezelfde periode.

## Onderscheidingen
- Vlaamse Erfgoedprijs 2002[6]